# Jonathan Castroviejo
Jonathan Castroviejo Nicolás (født 27. april 1987) er en professionel cykelrytter der kører fra for UCI WorldTeam Ineos Grenadiers.

## Karriere resultater

### Store resultater
2009
1. 3. etape Tour du Haut-Anjou
1. 5. etape Tour de l'Avenir
2. samlet Ronde de l'Isard
1. prolog
2. samlet Circuito Montañés
2010
1.  Sprintklassement Volta a Catalunya
2011
1. prolog Tour de Romandie
2. Enkeltstart, Nationale mesterskaber
3. samlet Vuelta a la Comunidad de Madrid
1. 1. etape (ITT)
2012
Vuelta a España
1. 1. etape (TTT)
 efter 1.–2. etape
2. Enkeltstart, Nationale mesterskaber
5. samlet Vuelta a la Comunidad de Madrid
1. Pointklassement
1. 1. etape (ITT)
5. samlet Vuelta a Murcia
1.  Pointklassement
6. samlet Eneco Tour
7. samlet Vuelta a Castilla y León
9. Enkeltstart, Olympiske lege
2013
1.  Enkeltstart, Nationale mesterskaber
8. samlet Volta ao Algarve
2014
Vuelta a España
1. 1. etape (TTT)
Havde  efter 1. etape
3. Enkeltstart, Nationale mesterskaber
10. Enkeltstart, UCI Road World Championships
2015
1.  Enkeltstart, Nationale mesterskaber
UCI World Championships
3.  Holdtidskørsel
4. Enkeltstart
3. samlet Tour du Poitou-Charentes
2016
1.  Enkeltstart, UEC European Road Championships
2. Enkeltstart, Nationale mesterskaber
2. Chrono des Nations
3.  Holdtidskørsel, UCI Road World Championships
4. Enkeltstart, Olympiske lege
2017
1.  Enkeltstart, Nationale mesterskaber
2. samlet Tour du Poitou-Charentes
3. Chrono des Nations
7. samlet Tirreno–Adriatico
7. samlet Volta ao Algarve
1. 3. etape (ITT)
10. samlet Volta a la Comunitat Valenciana
2018
1.  Enkeltstart, Nationale mesterskaber
1. 3. etape (TTT) Critérium du Dauphiné
2.  Enkeltstart, UEC European Road Championships

### Grand Tour-resultater tidslinje
| Grand Tour      | 2012 | 2013 | 2014 | 2015 | 2016 | 2017 | 2018 |
| --------------- | ---- | ---- | ---- | ---- | ---- | ---- | ---- |
| Giro d ' Italia | —    | —    | 57   | —    | —    | —    | —    |
| Tour de France  | —    | 97   | —    | 24   | —    | 60   | 70   |
| Vuelta a España | 148  | —    | 65   | —    | 36   | —    | IP   |

| —   | Deltog ikke      |
| DNF | Gennemførte ikke |